# One Number Away
«One Number Away» — песня американского кантри-певца Люка Комбса, вышедшая в качестве 3-го сингла с дебютного студийного альбома Ламберт This One’s for You (2017).
Сингл достиг первого места в хит-параде Country Airplay и третьего в кантри-чарте Hot Country Songs, получил золотую сертификацию Recording Industry Association of America (RIAA) в США.

## История
«One Number Away» — это баллада о человеке, который испытывает конфликт и «борется, чтобы не сломаться».
Обозреватель журнала Rolling Stone описывает музыкальное видео этой песни как «концентрирующем внимание на разрушенной паре, которая, кажется, находится на грани воссоединения, в то время как зловещее облако, кажется, висит над ними обоими». Комбс сказал, что хотел, чтобы видео было таким же «мощным», как сама песня.
9 июня 2018 года сингл достиг первого места в радиоэфирном кантри-чарте Billboard́s Country Airplay, став для Комбса его там третьим лидером-чарттоппером. К сентябрю 2018 года тираж в США составил 273,000 копий.

## Чарты

### Еженедельные чарты
| Чарт (2018)                         | Высшая позиция |
| ----------------------------------- | -------------- |
| Канада (Billboard Canadian Hot 100) | 87             |
| Канада (Billboard Country)          | 1              |
| США (Billboard Hot 100)             | 34             |
| США (Billboard Hot Country Songs)   | 3              |
| США (Billboard Country Airplay)     | 1              |

## Сертификации
| Регион                                                                      | Сертификация  | Продажи   |
| --------------------------------------------------------------------------- | ------------- | --------- |
| Австралия (ARIA)                                                            | 2× Платиновый | 140 000   |
| Канада (Music Canada)                                                       | Платиновый    | 80 000    |
| США (RIAA)                                                                  | 5× Платиновый | 5 000 000 |
| Данные о продажах + прослушиваниях приведены только на основе сертификации. |               |           |